# Forges (Charente Marittima)
Forges è un comune francese di 1 176 abitanti situato nel dipartimento della Charente Marittima nella regione della Nuova Aquitania.

## Società

### Evoluzione demografica
Abitanti censiti